# İpek Soroğlu
İpek Soroğlu (Istanbul, 12 marzo 1985) è una pallavolista turca.
Gioca nel ruolo di centrale nel Türk Hava Yolları.

## Carriera
La carriera di İpek Soroğlu inizia nel 2002 tra le file del Galatasaray, in Voleybol 1. Ligi. Un anno dopo viene ingaggiata dal VakıfBank GS, dove resta per quattro stagioni, vincendo due scudetti ed una Top Teams Cup. In questi anni riceve le sue prime convocazioni in nazionale, a partire dall'estate del 2005.
Gioca due stagioni nel Beşiktaş senza grandi risultati, ma nell'estate del 2009 vince la medaglia d'argento ai XVI Giochi del Mediterraneo ed alla European League con la nazionale. Nel 2009 viene ingaggiata dal Fenerbahçe, con cui vince la Supercoppa turca, il campionato e la Coppa di Turchia in un solo anno, oltre alla Champions League 2011-12 e la Coppa CEV 2013-14; con la nazionale nel 2010 vince la medaglia di bronzo European League.
Dopo cinque campionati giocati col Fenerbahçe, nella stagione 2014-15 viene ingaggiata dal Bursa BB, dove resta per tre annate e con cui vince due Challenge Cup. Nel campionato 2017-18 si trasferisce al Çanakkale, mentre nel campionato seguente difende i colori del neopromosso Türk Hava Yolları.

## Palmarès

### Club
- Campionato turco: 4

2003-04, 2004-05, 2009-10, 2010-11
- Coppa di Turchia: 1

2009-10
- Supercoppa turca: 2

2009, 2010
- Campionato mondiale per club: 1

2010
- Champions League: 1

2011-12
- Top Teams Cup/Coppa CEV: 2

2003-04, 2013-14
- Challenge Cup: 2

2014-15, 2016-17

### Nazionale (competizioni minori)
- Giochi del Mediterraneo 2009
- European League 2009
- European League 2010